# Мильченко, Виктор Валерьевич
Виктор Валерьевич Мильченко (7 октября 1964) — советский и российский футболист, защитник.

## Биография
Воспитанник ярцевского футбола, тренер — В. Сахоненко. Во взрослом футболе дебютировал в 14-летнем возрасте в составе местного «Текстильщика» в первенстве Смоленской области. В 1981 году уехал на учёбу в Москву, где окончил Московский институт инженеров железнодорожного транспорта (1986), затем некоторое время работал в Смоленске. В конце 1980-х годов вернулся в Ярцево, где устроился работать на машиностроительный завод и снова стал играть за «Текстильщик».
В 1992 году дебютировал в профессиональном футболе в составе могилёвского «Торпедо». За три следующих сезона сыграл в высшей лиге Белоруссии 51 матч.
После возвращения из Белоруссии снова выступал за «Текстильщик», а затем — за новую городскую команду «Оазис», с которой стал чемпионом области и пробился в профессиональные соревнования. В любительских соревнованиях был одним из лучших бомбардиров команды. В 1999—2000 годах сыграл 74 матча и забил один гол во втором дивизионе России. Затем снова играл на любительском уровне, завершил карьеру в возрасте далеко за 40 лет. Считается одним из сильнейших футболистов г. Ярцево в истории.
Избирался депутатом Ярцевского городского совета (2011—2016).